# Viliam Schrojf
Viliam Schrojf (2. srpna 1931, Praha – 1. září 2007, Bratislava) byl slovenský fotbalový brankář, reprezentant Československa, v jehož barvách se významně zasloužil o zisk stříbrné medaile na Mistrovství světa v kopané v roce 1962 v Chile. Byl přezdíván „černá kočka“.

## Klubová kariéra
Schrojf se narodil v Praze, kde také začal hrát kopanou mezi dospělými v klubu Admira Praha XIII. (1949 – 1952). Po vojenské prezenční službě, kterou absolvoval jako brankář Křídel vlasti Olomouc, hrál od roku 1955 deset sezón v slovenském klubu Slovan Bratislava a poslední sezónu na domácích hřištích zažil v týmu Lokomotiva Košice. Schrojf sehrál celkem 240 ligových zápasů. Jako zasloužilému reprezentantovi mu bylo r. 1967 umožněno zahraniční angažmá. Jednu sezónu hrál v Austrálii za Slavii Melbourne, v letech 1973 – 1977 byl ještě hrajícím trenérem v rakouském týmu ASV Kittsee.

## Opora Slovanu Bratislava
Do Slovanu Bratislava přišel v zimě roku 1955, když trenér Leopold Šťastný budoval nové mužstvo, které mělo navázat na úspěchy týmu z přelomu 40. a 50. let. Ještě roku 1955 pomohl k zisku dalšího titulu Slovanu Bratislava. Po deset let byl prvním brankářem týmu; z jeho náhradníka Alexandera Vencela se po jeho odchodu stala nová československá brankářská hvězda.

## Reprezentace
Za reprezentaci Československa nastoupil celkem ve 39 zápasech, reprezentoval na třech mistrovstvích světa (1954, 1958, 1962) – r. 1954 a 1958 jako náhradník do zápasů nezasáhl. Premiéru si v národním dresu odbyl v nešťastném zápase s Maďarskem (1:5), kdy nahradil 4. října 1953 do druhého poločasu Imricha Stacha. Nejslavnější byla jeho účast na MS v Chile 1962, na němž byl vyhlášen nejlepším gólmanem šampionátu. Kromě toho se podílel na úspěchu Československa na prvním Mistrovství Evropy v kopané r. 1960. S reprezentací se rozloučil v nepovedené kvalifikaci pro MS 1966, kde nás porážka s Rumunskem stála účast ve finálovém turnaji.
Viliam Schrojf se umístil v anketě o nejlepšího slovenského sportovce 20. století na 19. místě a v roce 2003 ho UEFA zařadila mezi 50 nejlepších fotbalistů posledního půlstoletí.

## Reprezentační starty Viliama Schrojfa
| Datum      | Místo             | Soupeř      | Skóre           | Druh           | Góly | Odehráno (min) |
| 4.10.1953  | Praha             | Maďarsko    | 1:5             | přátelské      | 0    | 45             |
| 5.6.1955   | Brusel            | Belgie      | 3:1             | přátelské      | 0    | 90             |
| 2.10.1955  | Praha             | Maďarsko    | 1:3             | mez. pohár     | 0    | 90             |
| 8.8.1956   | Sao Paulo         | Brazílie    | 1:4             | přátelské      | 0    | 17             |
| 12.8.1956  | Montevideo        | Uruguay     | 1:2             | přátelské      | 0    | 34             |
| 19.8.1956  | Buenos Aires      | Argentina   | 0:1             | přátelské      | 0    | 90             |
| 26.8.1956  | Santiago de Chile | Chile       | 0:3             | přátelské      | 0    | 90             |
| 18.10.1959 | Brno              | Dánsko      | 5:1             | ME 1960        | 0    | 90             |
| 1.5.1960   | Praha             | Rakousko    | 4:0             | přátelské      | 0    | 90             |
| 29.5.1960  | Bratislava        | Rumunsko    | 3:0             | ME 1960        | 0    | 90             |
| 6.7.1960   | Marseille         | SSSR        | 0:3             | ME 1960        | 0    | 90             |
| 9.7.1960   | Marseille         | Francie     | 2:0             | ME 1960        | 0    | 90             |
| 30.10.1960 | Praha             | Nizozemsko  | 4:0             | přátelské      | 0    | 90             |
| 26.3.1961  | Praha             | Švédsko     | 2:1             | přátelské      | 0    | 90             |
| 29.4.1961  | Ostrava           | Mexiko      | 2:1             | přátelské      | 0    | 90             |
| 14.5.1961  | Bratislava        | Skotsko     | 4:0             | kvalifikace MS | 0    | 90             |
| 26.9.1961  | Glasgow           | Skotsko     | 2:3             | kvalifikace MS | 0    | 90             |
| 8.10.1961  | Dublin            | Irsko       | 3:1             | kvalifikace MS | 0    | 90             |
| 29.10.1961 | Praha             | Irsko       | 7:1             | kvalifikace MS | 0    | 90             |
| 29.11.1961 | Brusel            | Skotsko     | 2:2, prodl. 4:2 | kvalifikace MS | 0    | 120            |
| 7.4.1962   | Göteborg          | Švédsko     | 1:3             | přátelské      | 0    | 90             |
| 22.4.1962  | Praha             | Uruguay     | 3:1             | přátelské      | 0    | 90             |
| 31.5.1962  | Viña del Mar      | Španělsko   | 1:0             | MS, skupina    | 0    | 90             |
| 2.6.1962   | Viña del Mar      | Brazílie    | 0:0             | MS, skupina    | 0    | 90             |
| 7.6.1962   | Viña del Mar      | Mexiko      | 1:3             | MS, skupina    | 0    | 90             |
| 10.6.1962  | Rancagua          | Maďarsko    | 1:0             | MS čtvrtfinále | 0    | 90             |
| 15.6.1962  | Viña del Mar      | Jugoslávie  | 3:1             | MS semifinále  | 0    | 90             |
| 17.6.1962  | Santiago de Chile | Brazílie    | 1:3             | MS finále      | 0    | 90             |
| 16.9.1962  | Vídeň             | Rakousko    | 6:0             | přátelské      | 0    | 90             |
| 28.10.1962 | Bratislava        | Polsko      | 2:1             | přátelské      | 0    | 90             |
| 21.11.1962 | Berlín            | NDR         | 1:2             | kval. ME 1964  | 0    | 90             |
| 29.5.1963  | Bratislava        | Anglie      | 2:4             | přátelské      | 0    | 90             |
| 2.6.1963   | Praha             | Maďarsko    | 2:2             | přátelské      | 0    | 90             |
| 11.4.1964  | Florencie         | Itálie      | 0:0             | přátelské      | 0    | 90             |
| 29.4.1964  | Ludwigshafen      | NSR         | 4:3             | přátelské      | 0    | 90             |
| 13.9.1964  | Varšava           | Polsko      | 1:2             | přátelské      | 0    | 90             |
| 11.10.1964 | Budapešť          | Maďarsko    | 2:2             | přátelské      | 0    | 90             |
| 25.4.1965  | Bratislava        | Portugalsko | 0:1             | kval. MS 1966  | 0    | 90             |
| 30.5.1965  | Bukurešť          | Rumunsko    | 0:1             | kval. MS 1966  | 0    | 90             |